# ヒトリシズカ (小説)
『ヒトリシズカ』は、誉田哲也による日本の推理小説の連作短編集、及びその映像作品。

## 概要
時系列や登場人物が交錯しながら1人の女性、伊東静加の8歳 - 31歳時の人生をテーマに繰り広げられる6つの物語となっており、『小説推理』（双葉社）に掲載された全6編の短編から構成されている。2008年10月に単行本、2012年4月に双葉文庫が刊行された。
2012年に、WOWOWでテレビドラマ化された。その詳細は「テレビドラマ」を参照。

## あらすじ
闇一重（やみひとえ）
木崎の勤務する交番の管轄で銃器発砲事件が発生し、後輩と2人で現場のアパートに向かうと、既に先輩の大村が1人で現場にいることを発見する。被害者は地元の暴力団猪俣組構成員の小池基文であり、アパートの賃貸名義人はスナック・まゆの経営者上原真由子であった。木崎は刑事課に所属経験があることから、捜査本部への手助けに入ることになる。小池は、地元の10代の少女を言葉巧みに誘い覚醒剤などで言いなりにさせていたこと、上原が借りているアパートの一室をアジトとしていたことが濃厚となり、過去にこの件で女子高生の吉井春香が自殺していた。春香の兄淳也が、第1発見者である大村の証言や現場近くの住民らの目撃証言、勤務先が新宿であることなどから、犯人像に合致し容疑者に浮上する。捜査本部が吉井の逮捕に向け外堀を埋めていく中、司法解剖を担当した法医学教室から体内で一度止まった銃弾がさらに直進し、その直進により心臓に達した可能性があるとの連絡が入る。電話を受けた木崎は少々気になりながらも、捜査本部は吉井への逮捕状を取得する。取り調べで吉井は素直に自供したが、玄関に女物のスニーカーがあり誰か自分の他にいたはずだと主張した。誰かいたはずだとの主張は譲らなかったが、捜査本部では公判を維持するだけの十分な物証がそろったとして送検する。木崎は元の交番勤務に戻ったが、事件発見に至る大村の行動、吉井の供述、不可解な銃創がしこりのように心に残り、独自に本事件の調査を始める。捜査本部が解散して1か月あまり過ぎた頃、木崎はそれまでに調べた結果をふまえ、大村を呼び出し事件発見時のことを正直に話すように迫る。木崎の予想通り、現場に伊東の娘・静加がいたこと、静加を逃がしたことを告白したが、小池への最後の一刺しは自分ではないというものだった。大村から静加が事件以来行方不明であり、この件は自分へ一任してもらい忘れてくれと、鬼気迫る勢いで頼まれ木崎は承諾する。
蛍蜘蛛（ほたるぐも）
山岸と石丸が宿直の夜に、暴走族の元メンバーの加賀誠が刺殺される事件が発生する。翌日、宿直明けの2人は、事件捜査にかり出される。山岸は先月の4月に、署の裏手にあるコンビニで働く飯村由美からストーカー被害の届出を受付けており、由美が届け出たストーカーと刺殺事件の被害者の特徴が一致することに一抹の不安を感じる。捜査が開始する中で、若い女性から谷口守男に関してタレコミがあり、タレコミ通り凶器と見られる刃物が発見される。谷口が加賀と不仲であることもふまえ、任意で聴取したが、事件当時サキと名乗る女性と一緒にいたと供述する。決め手にかける中、谷口はいったん自宅に帰し、外堀を埋める捜査を続ける。そんな中、山岸と石丸は、加賀所有のパソコンの中身に関する検分調書を作成をしていると、インターネットの閲覧履歴にあった家出人調査サイトの中に2人が知っているコンビニ店員澤田梢と激似の人物を見つける。年齢も氏名も異っており、2人でコンビニにある履歴書を確認し、住所地に向かうと、人相も年格好もまったく異なる澤田梢が住んでいた。コンビニ等から署に2人が戻ると、由美の恋人である水野裕一が加賀の殺人を告白する遺書を残し、自殺していることを知る。任意で由美にも事情を聞いた上で、不明な点はあるものの物証がそろっていることから被疑者死亡による書類送検・不起訴との扱いとなった。不明な点があることなどきつく箝口令がひかれたが、山岸と石丸の2人は谷口にサキと名乗る女性が梢であることを確認し、コンビニの店長を通じて梢と接触することを試みる。指定した日時に梢は現れ、山岸は自分達が調べたこと、疑問点を伝えると、加賀が由美を乱暴したところ目撃したこと、加賀が自分の本名も知っていたこと、恋人の水野に加賀と由美との件を伝えたことを告白する。山岸が続いて迫ろうとすると、梢は拳銃を山岸に向けそのまま逃走する。
腐屍蝶（ふしちょう）
現在探偵業を営む青木のところに、警察官時代に世話になった伊東から、娘の静加が行方不明であり、探して欲しいとの依頼が入る。伊東に承諾を得た上で、青木は家出人調査サイトに静加の情報を掲載する。めぼしい情報がないまま1年4か月経った頃、西新井署の山岸から静加の件で照会があった。山岸と青木が面談し、2人でコンビニの店長と石丸に改めて梢と静加が同一人物であることを確認する。その後しばらくして、千葉県の市原署から静加の遺体が発見されたとの連絡が入り、青木と伊東で署に向かう。検案時の写真などみても自他殺の別が合間な状況であり、青木はすっくりしない気持ちで帰路についた。後日、市原署から届いた検案時の写真等をもとに大学の法医学教室に改めて検分を依頼すると、身長が静加のものに足りないこと、奥歯に虫歯があるとの連絡が入る。静加には失踪当時虫歯はなく、身長のこともあり、青木は静加が生きているのではないかと疑念を抱く。そんなとき、南原悦子と名乗る女性が夫・義男の素性調査の依頼がはいり、義男の周辺を調査し始める。単純な浮気調査と考えていたが、義男の不動産管理会社・社長という表の顔とは異なる顔や依頼者・悦子がクラブ・シレーヌのアスカであることがわかってくる。青木は、不可解な感じをうけながら調査を続けていると、義男のアジトらしきマンションに義男らが入るところを確認する。もう少し様子を確認するか思案していると、後頭部に強い衝撃をうけ意識を失う。意識が戻るとアジトの一室におり、義男らに詰問され始末するという流れになる。アジトから青木を連れ出す直前に、アキが事の顛末を告白し、ブルーシートを閉める。
罪時雨（つみしぐれ）
伊東は八王子署に赴任してから1年、行きつけとなった理髪店に勤務する岩倉深雪から同棲中の唐沢秀也からのDVの相談を受ける。深雪の意思を確認し、アパートの鍵を変えることを助言する。鍵を変えた当日は一悶着あったが、一週間概ね無事に経過する。その直後、唐沢の刺殺事件が深雪のアパートで発生し、深雪の一人娘静加が目撃者の一人となっていた。唐沢といっしょに裏ビデオの制作・販売しており、最近唐沢と仲違いしている松井晋平が容疑者として浮上する。現場から逃げる男を目撃している山川浩と犯人が言い争う声を聞いている静加に確認すると、2人とも松井ではないとの回答であった。決め手に欠ける中、事件発生から1年後に捜査本部が解散となった。その間に、伊東は小金井署に異動となり、小金井署近くの新しい官舎に深雪、静加と3人暮らすことになる。唐沢の事件から5年が過ぎた頃、報道で松井晋平の事故死を知る。そんなある日、静加が子供の頃に遊んでいた粘土が棄ててあり、中にナイフが紛れていた。その夜、静加にこの件を質すと、松井が唐沢を刺したナイフであること、隣人の山川に偽証させたことなど事件当時の経緯を告白する。告白し終わると、静加は家を出ていってしまう。それから1ヶ月後、暴力団員の小池の事件が発生する。
死舞盃（しまいさかずき）
麻布署の矢部が非番の予定を巡らせている夜、西麻布の不動産管理会社社長・天洲会麻布代表南原邸で銃撃事件が発生する。現場では、警視庁の鮎川と組むことになる。銃撃事件では、南原義男、悦子ら5人が死亡し、柿本達也ら3人が重傷となっていた。捜査員らの捜査から、南原の娘・澪が行方不明であること、南原邸に乗り込んだ横峰の高級車が不明であること、使われた拳銃1丁の行方がわからないことなどが判明する。また、鮎川と矢部のペアは、入院中の柿本から南原邸に襲撃するに至る経緯を聞き出す。2人はクラブ・シレーヌのアキこと山本亜希子が、横峰らが盗まれた覚醒剤などを奪還するための手引きをしていたことを知る。柿本から聞いた南原のアジトに行ってみると、行方不明の探偵青木の自動車が発見された駐車場近くであり、部屋に血痕らしきものが残っていることを発見する。続いて、クラブ・シレーヌのアスカに会いにいくと、アキに探偵の青木に南原の浮気調査を依頼するようたのまれたこと、アキが南原に積極的に関わりをもち、年齢を詐称している恐れがあることを告げられる。クラブ・シレーヌを出たあと、横峰の高級車が事故を起こして発見されたことを知る。事故車に残っていた血痕から、南原澪と母親違いの姉妹が乗車していたことが判明する。
独静加（ひとりしずか）
渋谷のマンガ喫茶で仲尾真琴の衰弱死が発見されるが、死亡届の手続き中に婚姻していることが判明する。別居中の夫・佐川秀行の証言やDNA鑑定等から、秀行と結婚生活をしていたのは別人の疑いが濃厚となる。娘・唯の運動会で、佐川真琴を名乗る女性に身分詐称で任意同行を求めることとなる。本部に戻ると藤岡は捜査一課の木崎に声をかけられ、「春菜荘」の浜西タツに会うように進言される。翌日、タツに会いに行くと、15年程度前に山崎秋子（アキ）とミオという2人姉妹が住んでいたこと、2人を探しにきた暴力団構成員2人をアキが拳銃で打ちそのまま逃げていったことを聞かされる。タツのアパートから戻ると、木崎と小松川署の大村、既に定年退職している伊東、鮎川、矢部が会議室で待っていた。5人から、タツのアパートに居た際に山崎秋子（）と名乗っていた伊東静加の13才からはじまり17年もの動向や佐川真琴と名乗っている南原澪との関係について告げられる。日を改めて、澪から南原邸の事件以降静加との生活や仲尾真琴の戸籍を譲り受けてからの生活など話しを受ける。その時、運動会の際に唯を助けた女性が静加であること、死亡したとの連絡が入る。後日、静加の葬儀が行われる。

## 登場人物
伊東静加（いとう しずか）
伊東孝俊の戸籍上の娘。実父は天洲会麻布代表の南原義男。異母姉妹の南原澪と一緒に逃避行を続ける。全話に本人（偽名含む）または登場人物の語りの中で登場。
【闇一夜】当時13才。小池の銃殺事件の現場におり、大村が逃がしてしまう。その後、失踪する。【蛍蜘蛛】当時15才。澤田梢（18歳 - 19歳）を名乗り加賀誠の事件に関与する。【腐屍蝶】山本亜希子と名乗り「クラブ・シレーヌ」に勤め、実父の義男に近づく。皆から「アキ」と呼ばれている。【罪時雨】当時8→13歳。8歳のとき、唐沢刺殺事件で目撃証言（声を聞く）をする。13歳のとき、唐沢刺殺事件の顛末を母・深雪と伊東に告白する。その後、家に帰らず、小池の銃殺事件が発生する。【死舞盃】当時15歳。アキとして、義男の近くにおり、南原邸で発生した銃撃戦のきっかけをつくる。義男の娘・澪を連れて失踪する。【独静加】31歳。澪の娘・唯を助け、結果入院先で死亡。16歳 - 18歳の頃に山崎秋子を名乗り、浜西タツのアパートに澪と一緒に生活する。18歳の当時、タツのアパートの玄関先で天洲会中央構成員2人を拳銃で撃つ。
伊東孝俊（いとう たかとし）
警視庁八王子警察署生活安全課・課長→小金井警察署生活安全課・課長→警視庁生活安全部長・警部。定年退職時点では警視。娘・静加の失踪を、探偵の青木に依頼する。その他、静加の行方や関わっているかもしれない事案について、後輩の刑事等に依頼している。妻・深雪から静加の実父のことを聞いている。【闇一重】【腐屍蝶】【罪時雨】【独静加】に登場。【罪時雨】の語り手。
闇一重
木崎伸吾（きざき しんご）
警視庁小金井警察署地域課第三係所属 新小金井交番勤務（巡査部長）39歳 勤務地は最寄りの駅から離れていて昼間は人通りも少ない住宅地にある。東小金井駅前交番勤務の大村の後輩である。不可解な銃創や容疑者の供述から、独自の捜査を始める。【独静加】では、藤岡に千束にある浜西タツのアパートを訪問するように助言する。警視庁刑事部捜査1課所属の警部補。【闇一重】の語り手。
大村和己（おおむら かずみ）
警視庁小金井警察署地域課第三係所属 東小金井駅前交番勤務（巡査部長）。木崎の3つ年上。警察学校卒業後の配属先で伊東に世話になる。伊東の娘・静加と自分の娘が同じ中学校の同級生であり、同じ学習塾にも通っている。同じ署にいる伊東から静加の捜索を依頼される。【独静加】では、定年退職している伊東らとともに、藤岡のところに会いに行く。小松川署警務課留置係。巡査部長。
小池基文（こいけ もとふみ）
猪俣組構成員。31歳。銃弾を4発受け、死亡する。10代の少女を覚醒剤などで言いなりにさせて、売春をさせている。吉井春香の自殺の原因をつくる。
上原真由子（うえはら まゆこ）
スナック・まゆの経営者。上原名義で借りているアパートが、小池や少女らのたまり場となっている。スナック・まゆに行くと若いコを紹介してくれるとの噂がある。
吉井淳也（よしい じゅんや）・春香（はるか）
淳也 春香の兄。28歳。新宿の家電量販店勤務。身長171cm、痩せ型で、目撃証言と一致している。
春香 1年半前に自殺している。当時、17歳、高校2年生。
蛍蜘蛛
山岸潤哉（やまぎし じゅんや）
警視庁西新井警察署生活安全課防犯係所属。巡査長。宿直の夜、男の刺傷事案が発生。署の裏手にあるコンビニのアルバイト店員由美に好意を持っており、事件捜査で後手に回ってしまう。【腐屍蝶】では、梢と激似の人物について探偵の青木に会いに行く。【蛍蜘蛛】の語り手。
石丸（いしまる）巡査部長
警視庁西新井警察署生活安全課防犯係所属。宿直の後、山岸と一緒に加賀誠の事件にかり出される。
加賀誠（かが まこと）
暴走族・鬼羅亜頭狂（）の元メンバー。23才。高峰自動車勤務。勤務先は、自動車の違法改造で悪い噂の多い会社。現役の暴走族メンバーとの橋渡し役。失踪した母加賀道代を探していた模様。
谷口守男（たにぐち もりお）
24才。加賀誠と同じ暴走族の元メンバー。先輩と後輩の間柄で、同じ会社に勤務。サキと名乗る女性と事件当時合っていたと供述。
飯村由美（いいむら ゆみ）
署の裏手近くにあるコンビニのアルバイト店員。水野裕一の恋人。西新井署にストーカー被害を届けており、当時山岸が担当する。
水野裕一（みずの ゆういち）
22才。今年大学を卒業し、衣料品メーカーに就職。大学卒業まで飯村由美と同じコンビニで働いていた。由美の恋人。加賀を殺害したとの遺書を残し、自殺していた。
澤田梢（さわだ こずえ）
西新井警察署裏手のコンビニで働いている。履歴書を確認すると現在19才となる女性であったが、住所地に行くと年齢も人相など全く異なる澤田梢が住んでいた。
腐屍蝶
青木久則（あおき ひさのり）
41才。探偵事務所の青木事務所所長。伊東には、警察官時代退職に至る理由となった事件で、世話になっており、恩義を感じている。腐屍蝶の語り手。
南原義男（なんばら よしお）
42才。不動産管理会社・エース・コーポレーションの代表取締役。奥山組のフロント企業。天洲会麻布の代表。アジトに覚醒剤や拳銃を保管しており、【死舞盃】ではそのことで天洲会中央若頭の小林らの襲撃をうけ、銃撃戦の末死亡。
山本亜希子（やまもと あきこ）
クラブ・シレーヌのホステス。皆からアキと呼ばれている。南原義男のお気に入り。青木が真相（自分が伊東静加であること）に近づいたため、罠に陥れる。【死舞盃】では、天洲会中央の柿崎を通じて南原らの情報を提供し、小林らをてびきする。銃撃戦の後、南原の一人娘・澪を連れ出す。
アスカ
クラブ・シレーヌのホステス。奥山組組長奥山広重のお気に入り。南原悦子を名乗り、青木に夫・南原義男の素性調査を依頼する。【死舞盃】では、矢部と鮎川にアキから探偵への調査を依頼するよう依頼されたこと、アキは年齢を詐称しているのではと話す。
罪時雨
岩倉深雪（いわくら みゆき）
伊東の行き付けの散髪屋に勤めている。21歳の時に出産した小学校2年生（8歳）の娘・静加がいる。4年ほど同棲している唐沢からのDVに悩んでいる。唐沢の刺殺事件発生から1年ほど経った頃、伊東と結婚する。
唐沢秀也（からさわ ひでや）
34歳、痩せ型。深雪と同棲している。松井と一緒に裏ビデオ（児童ポルノ）を制作・販売している。静加を商売のネタにしている。
松井晋平（まつい しんぺい）
唐沢と一緒に裏ビデオを制作・販売している。上野警察署の生活安全課でマークしていた。金銭面で仲違いする。
山川浩（やまかわ ひろし）
深雪の隣室に住む男。唐沢刺殺事件の際に、逃げる男を目撃する。証言は、静加の依頼による偽証だった。
死舞盃
矢部充（やべ みちる）
警視庁麻布警察署刑事課。退職時は警部補。南原邸銃撃殺傷事件を鮎川と担当。【独静加】では、定年退職している伊東らとともに、藤岡のところに会いに行く。【死舞盃】の語り手。
鮎川五郎（あゆかわ ごろう）
警視庁組織犯罪対策部第4課暴力犯捜査7係　警部補。独自のネタから、探偵の青木の件に行き着く。【独静加】では、定年退職している伊東らとともに、藤岡のところに会いに行く。
南原悦子（なんばら えつこ）・澪（みお）
悦子 南原義男の妻。35歳。
澪 義男と悦子との一人娘。9歳。銃撃殺傷事件の後、アキこと静加が連れて逃げる。
柿本達也（かきもと たつや）
天洲会中央構成員。32歳。小林らと襲撃に参加し、一命を取り留める。入院先で、鮎川に襲撃に至る顛末を証言する。アキと名乗る女性から情報を得、南原邸にてびきしてもらう。
小林和貴（こばやし かずたか）・横峰純太（よこみね じゅんた）
天洲会中央構成員。小林は若頭、横峰は若頭補佐。南原邸に襲撃に向かい、銃撃戦で死亡。
片山健二（かたやま けんじ）・本村竜二（もとむら りゅうじ）・金田鉄平（かねだ てっぺい）
天洲会麻布構成員。片山は義男の舎弟。小林らの襲撃をうけ、銃撃戦で死亡。
独静加
藤岡（ふじおか）警部補
警視庁刑事部捜査2課特捜6係。佐川真琴の身分詐称事案の捜査主任を務める。【独静加】の語り手。
佐川真琴（さがわ まこと）
唯の母親。公称29才。実際は25才。南原澪は16歳の頃から仲尾真琴として生活し、佐川秀行と結婚する。
佐川秀行（さがわ ひでゆき）・唯（ゆい）
秀行 真琴の夫。現在は別居中。
唯 秀行と真琴との娘。小学生。運動会の際に、静加に助けられる。
山崎秋子（やまざき あきこ）
15年くらい前にミオと2人で、「春菜荘」に住んでいた姉妹。
仲尾真琴（なかお まこと）
渋谷のマンガ喫茶で覚醒剤の過剰摂取により衰弱死しているのを発見される。仲尾の両親は娘と認めているが、夫の佐川秀行は否定している。
浜西タツ（はまにし たつ）
台東区の千束にある「春菜荘」の大家。山崎秋子と名乗る静加と澪を記憶していた。

## 書誌情報
- 誉田哲也 『ヒトリシズカ』 双葉社、2008年10月26日発行、262頁、ISBN 978-4-575-23640-8
  - 誉田哲也 『ヒトリシズカ』 双葉社（双葉文庫）、2012年4月15日発行、330頁、ISBN 978-4-575-51493-3

1. 闇一重（やみひとえ）、『小説推理』2007年4月号
2. 蛍蜘蛛（ほたるぐも）、『小説推理』2007年7月号
3. 腐屍蝶（ふしちょう）、『小説推理』2007年10月号
4. 罪時雨（つみしぐれ）、『小説推理』2008年1月号
5. 死舞盃（しまいさかずき）、『小説推理』2008年4月号
6. 独静加（ひとりしずか）、『小説推理』2008年7月号

## テレビドラマ
2012年10月21日から11月25日までWOWOWの連続ドラマW枠（毎週日曜日22:00-23:00〈JST〉）で放送された。全6話。主演は夏帆。
誉田哲也原作としては『ストロベリーナイト』、『ジウ 警視庁特殊犯捜査係』に続いての連続ドラマ化作品となる。舞台となる地域や登場人物の役職設定については、原作とは若干異なっている。
第39回放送文化基金賞テレビドラマ番組賞を受賞。

### キャスト
- 伊東静加：夏帆
- 伊東深雪（静加の母）：黒沢あすか（第1・3・5話）
- 伊東孝俊（西東京署防犯課長代理→国分寺署生活安全課長→警視庁生活安全部指導官。静香の義父）：岸部一徳（第1・3・5話）

#### 第1話
- 木崎信吾（国分寺署地域課　巡査部長）：高橋一生
- 大村和己（国分寺署地域課、巡査部長、木崎の先輩）：村上淳（第1・5話）
- 青木久則（私立探偵）：長塚圭史（第1 - 3話）
- 吉井淳也（飲食店勤務）：尾上寛之
- 小池基文（暴力団構成員）：伊達暁（第1・5話）
- 上原真由子：玄覺悠子
- 村井（清林大学法医学教室）：滝藤賢一
- 平田（警視庁機動捜査隊）：渋川清彦
- 沖田（警視庁捜査一課）：テイ龍進
- 鈴木（警視庁捜査一課係長）：大浜直樹
- 森園（警視庁捜査一課管理官）：菅原大吉
- 柴田（国分寺署地域課、巡査、木崎の後輩）：川口覚
- 川合（国分寺署刑事課長）：塚本幸男

#### 第2話
- 山岸潤哉（足立署生活安全課防犯係）：新井浩文
- 飯村由美（静加のバイト仲間）：緑友利恵
- バイト先のコンビニ店長：松浦祐也
- 加賀誠（元暴走族）：玉置玲央
- 谷口守男（元暴走族）：清水優
- 照沼（元暴走族）：駒木根隆介
- 石丸（足立署生活安全課相談係）：田窪一世
- 尾関（足立署刑事課強行犯係長）：三浦誠己
- 諸星（足立署副署長）：大森博史
- 吉成（足立署刑事課強行犯係）：小林高鹿
- 墨田（足立署生活安全課防犯係）：史朗
- 本木（足立署刑事課長）：建蔵
- 澤田梢：石山蓮華

#### 第3 - 4話
- 鮎川五郎（警視庁捜査四課）：松重豊
- 矢部充（西麻布署刑事課）：温水洋一
- 南原義男（天洲会麻布代表）：池田成志（第3 - 5話）
- アスカ（クラブ・コーダ、静加のホステス仲間）：町田マリー
- クラブ・コーダ店長：杉山彦々
- 小林和貴（天洲会中央若頭）：國本鐘建
- 柿本達矢（天洲会中央）：福田転球
- 横峰純太（天洲会中央）：日向とめ吉
- 南原悦子（南原の妻）：内田慈
- 南原澪（南原の娘）：内田愛（第3・4・最終話）
- 本村竜二（天洲会麻布）：岸建太朗
- 片山健二（天洲会麻布）：佐藤文吾
- 金田鉄平（天洲会麻布）：越村友一
- 梅原（法医学者）：三田村周三（第3話）
- 楠木（千葉県警南房総署署長）：越村公一（第3話）
- 見城（千葉県警南房総署刑事課長）：久保酎吉（第3話）
- 小坂（千葉県警南房総署刑事課）：大内厚雄（第3話）
- 吉岡（千葉県警南房総署刑事課）：小林且弥（第3話）
- 樋口（警視庁捜査一課係長）：柳憂怜（第4話）
- 杉野（警視庁捜査一課）：髙橋洋（第4話）
- 警視庁捜査一課管理官：井上肇（第4話）
- 西麻布署鑑識課員：永岡佑（第4話）
- 向井（西麻布署交通課）：渡辺憲吉（第4話）

#### 第5話
- 山川浩（静加の隣室の住人）：山中崇
- 前田清美（理髪店店主、伊東深雪のおば）：水木薫
- 唐沢秀也：赤堀雅秋
- 松井晋平：森下能幸
- 伊東静加（少女期）：小林里乃
- 吉住（西東京署刑事課係長）：徳井優
- 沼田（西東京署刑事課）：みのすけ
- 久保（西東京署刑事課）：内倉憲二

#### 最終話
- 藤岡巧（入谷署刑事組織犯罪対策課主任）：二階堂智
- 浜西タツ（春菜荘大家）：緑魔子
- 佐川真琴：門脇麦
- 佐川秀幸（真琴の別居中の夫）：趙珉和
- 佐川唯（真琴の娘）：藤井杏奈
- 佐川正子（秀幸の母）：三谷悦代
- 仲尾好恵：久世星佳
- 島倉（入谷署刑事組織犯罪対策課課長）：木下ほうか
- 立原（入谷署刑事組織犯罪対策課）：裴ジョンミョン
- 山瀬（入谷署地域課）：つまみ枝豆
- 天洲会中央構成員：内野智、吉田智則

### スタッフ
- 原作：誉田哲也
- 監督：平山秀幸
- 脚本：青島武
- 音楽：安川午朗
- 撮影：木村信也

### サブタイトル
| 各話   | 放送日         | サブタイトル |
| ------ | -------------- | ------------ |
| 第一話 | 2012年10月21日 | 闇一重       |
| 第二話 | 2012年10月28日 | 蛍蜘蛛       |
| 第三話 | 2012年11月04日 | 腐屍蝶       |
| 第四話 | 2012年11月11日 | 死舞盃       |
| 第五話 | 2012年11月18日 | 罪時雨       |
| 最終話 | 2012年11月25日 | 独静加       |

### 派生商品
- ドラマW「ヒトリシズカ」DVD BOX （2013年7月2日、ハピネット）[2]

| WOWOW 連続ドラマW枠                      | WOWOW 連続ドラマW枠                      | WOWOW 連続ドラマW枠                |
| 前番組                                   | 番組名                                   | 次番組                             |
| ---------------------------------------- | ---------------------------------------- | ---------------------------------- |
| プラチナタウン （2012.8.19 - 2012.9.16） | ヒトリシズカ （2012.10.21 - 2012.11.25） | 天の方舟 （2012.12.9 - 2013.1.13） |